# Copa Africana de Naciones 2004
La Copa Africana de Naciones 2004 fue la XXIV edición del torneo de selecciones de fútbol más importante de África. Se realizó en Túnez del 24 de enero al 14 de febrero de 2004.
En este torneo participaron 16 equipos, los mejores que quedaron de la clasificación que se desarrolló previamente. En la final, Túnez ganó a Marruecos por 2:1, coronándose campeón.

## Países participantes
En cursiva, los debutantes en la Copa Africana de Naciones
| Equipos participantes | Equipos participantes | Equipos participantes | Equipos participantes |
| --------------------- | --------------------- | --------------------- | --------------------- |
| Argelia               | RD Congo              | Malí                  | Senegal               |
| Benín                 | Egipto                | Marruecos             | Sudáfrica             |
| Burkina Faso          | Guinea                | Nigeria               | Túnez                 |
| Camerún               | Kenia                 | Ruanda                | Zimbabue              |

## Sedes
| Stade 7 November          | Stade El Menzah   | Stade Olympique de Sousse |
| Capacidad: 60,000         | Capacidad: 45,000 | Capacidad: 28,000         |
|                           |                   |                           |
| Monastir                  | Sfax              | Bizerte                   |
| Stade Mustapha Ben Jannet | Stade Taïeb Mhiri | Stade 15 Octobre          |
| Capacidad: 22,000         | Capacidad: 22,000 | Capacidad: 20,000         |
|                           |                   |                           |

## Árbitros
- Divine Evehe
- Abubakar Sharaf
- Jérôme Damon
- Modou Sowe
- Tessama Hailemalek
- Falla N'Doye
- Mohamed Guezzaz
- Abdul Hakim Shelmani
- Essam Abd El Fatah
- Lassina Paré
- Coffi Codjia
- Alain Hamer
- Eddy Maillet
- Koman Coulibaly
- Ali Bujsaim
- Hichem Guirat

## Resultados
- Los horarios corresponden a la hora de Túnez (UTC).

### Primera fase

#### Grupo A
| Pos. | Equipo                          | Pts. | PJ | G | E | P | GF | GC | Dif. | Clasificación    |
| ---- | ------------------------------- | ---- | -- | - | - | - | -- | -- | ---- | ---------------- |
| 1    | Túnez (H)                       | 7    | 3  | 2 | 1 | 0 | 6  | 2  | +4   | Cuartos de final |
| 2    | Guinea                          | 5    | 3  | 1 | 2 | 0 | 4  | 3  | +1   | Cuartos de final |
| 3    | Ruanda                          | 4    | 3  | 1 | 1 | 1 | 3  | 3  | 0    |                  |
| 4    | República Democrática del Congo | 0    | 3  | 0 | 0 | 3 | 1  | 6  | −5   |                  |

 Fuente: 
| 24 de enero de 2004, 19:30 | Túnez                        | 2:1 (1:1) | Ruanda             | Estadio 7 Noviembre, Radès |                          |
|                            | Ziad Jaziri 27' · Santos 57' |           | Elias Ntaganda 41' | Árbitro(s): Divine Evehe   | Árbitro(s): Divine Evehe |

| 25 de enero de 2004, 14:00 | RD Congo         | 1:2 (1:0) | Guinea                                 | Estadio Olímpico El Menzah, Túnez |                             |
|                            | Alain Masudi 35' |           | Titi Camara 68' · Pascal Feindouno 70' | Árbitro(s): Abubakar Sharaf       | Árbitro(s): Abubakar Sharaf |

| 28 de enero de 2004, 14:00 | Ruanda            | 1:1 (0:0) | Guinea          | Estadio 15 Octubre, Bizerte |                        |
|                            | Karim Kamanzi 90' |           | Titi Camara 49' | Árbitro(s): Modou Sowe      | Árbitro(s): Modou Sowe |

| 28 de enero de 2004, 16:15 | Túnez                                          | 3:0 (0:0) | RD Congo | Estadio 7 Noviembre, Radès |                          |
|                            | Francileudo Santos 55', 87' · Najeh Brahem 65' |           |          | Árbitro(s): Jerome Damon   | Árbitro(s): Jerome Damon |

| 1 de febrero de 2004, 14:00 | Túnez                | 1:1 (0:0) | Guinea          | Estadio 7 Noviembre, Radès     |                                |
|                             | Selim Ben Achour 58' |           | Titi Camara 84' | Árbitro(s): Tessema Hailemalak | Árbitro(s): Tessema Hailemalak |

| 1 de febrero de 2004, 14:00 | Ruanda               | 1:0 (0:0) | RD Congo | Estadio 15 Octubre, Bizerte |                         |
|                             | Saïd Abed Makasi 74' |           |          | Árbitro(s): Falla Ndoye     | Árbitro(s): Falla Ndoye |

#### Grupo B
| Pos. | Equipo       | Pts. | PJ | G | E | P | GF | GC | Dif. | Clasificación    |
| ---- | ------------ | ---- | -- | - | - | - | -- | -- | ---- | ---------------- |
| 1    | Malí         | 7    | 3  | 2 | 1 | 0 | 7  | 3  | +4   | Cuartos de final |
| 2    | Senegal      | 5    | 3  | 1 | 2 | 0 | 4  | 1  | +3   | Cuartos de final |
| 3    | Kenia        | 3    | 3  | 1 | 0 | 2 | 4  | 6  | −2   |                  |
| 4    | Burkina Faso | 1    | 3  | 0 | 1 | 2 | 1  | 6  | −5   |                  |

 Fuente: 
| 26 de enero de 2004, 14:00 | Kenia      | 1:3 (0:1) | Malí                           | Estadio 15 Octubre, Bizerte    |                                |
|                            | Mulama 58' |           | Sissoko 28' · Kanouté 63', 81' | Árbitro(s): Tessema Hailemalak | Árbitro(s): Tessema Hailemalak |

| 26 de enero de 2004, 19:00 | Senegal | 0:0 | Burkina Faso | Estadio Olímpico El Menzah, Túnez |  |
|                            |         |     |              | Árbitro(s): Mohamed Guezzaz       |  |

| 30 de enero de 2004, 14:00 | Senegal                  | 3:0 (3:0) | Kenia | Estadio 15 Octubre, Bizerte    |                                |
|                            | Niang 4', 31' · Diop 19' |           |       | Árbitro(s): Essam Abd El Fatah | Árbitro(s): Essam Abd El Fatah |

| 30 de enero de 2004, 19:00 | Burkina Faso  | 1:3 (0:2) | Malí                                     | Estadio Olímpico El Menzah, Túnez |                                  |
|                            | Minoungou 50' |           | Kanouté 34' · Diarra 37' · Coulibaly 78' | Árbitro(s): Abdul Hakim Shelmani  | Árbitro(s): Abdul Hakim Shelmani |

| 2 de febrero de 2004, 14:00 | Senegal    | 1:1 (1:1) | Malí       | Estadio Olímpico El Menzah, Túnez |                          |
|                             | Beye 45+2' |           | Traoré 34' | Árbitro(s): Divine Evehe          | Árbitro(s): Divine Evehe |

| 2 de febrero de 2004, 14:00 | Burkina Faso | 0:3 (0:0) | Kenia                             | Estadio 15 Octubre, Bizerte |                        |
|                             |              |           | Ake 51' · Oliech 64' · Baraza 83' | Árbitro(s): Modou Sowe      | Árbitro(s): Modou Sowe |

#### Grupo C
| Pos. | Equipo   | Pts. | PJ | G | E | P | GF | GC | Dif. | Clasificación    |
| ---- | -------- | ---- | -- | - | - | - | -- | -- | ---- | ---------------- |
| 1    | Camerún  | 5    | 3  | 1 | 2 | 0 | 6  | 4  | +2   | Cuartos de final |
| 2    | Argelia  | 4    | 3  | 1 | 1 | 1 | 4  | 4  | 0    | Cuartos de final |
| 3    | Egipto   | 4    | 3  | 1 | 1 | 1 | 3  | 3  | 0    |                  |
| 4    | Zimbabue | 3    | 3  | 1 | 0 | 2 | 6  | 8  | −2   |                  |

 Fuente: 
| 25 de enero de 2004, 16:30 | Zimbabue   | 1:2 (0:0) | Egipto                  | Estadio Taïeb El Mhiri, Sfax |                          |
|                            | Ndlovu 46' |           | Hamid 58' · Barakat 63' | Árbitro(s): Lassina Paré     | Árbitro(s): Lassina Paré |

| 25 de enero de 2004, 19:00 | Camerún   | 1:1 (1:0) | Argelia    | Estadio Olímpico de Sousse, Sousse |                          |
|                            | Mboma 43' |           | Zafour 52' | Árbitro(s): Coffi Codjia           | Árbitro(s): Coffi Codjia |

| 29 de enero de 2004, 16:30 | Camerún                              | 5:3 (3:1) | Zimbabue                             | Estadio Taïeb El Mhiri, Sfax |                             |
|                            | Mboma 31', 44', 65' · Mbami 40', 67' |           | Ndlovu 8', 47' (pen.) · Nyandoro 89' | Árbitro(s): Abubakar Sharaf  | Árbitro(s): Abubakar Sharaf |

| 29 de enero de 2004, 19:00 | Argelia                  | 2:1 (1:1) | Egipto    | Estadio Olímpico de Sousse, Sousse |                          |
|                            | Mamouni 13' · Achiou 86' |           | Bilal 25' | Árbitro(s): Alain Hammer           | Árbitro(s): Alain Hammer |

| 3 de febrero de 2004, 14:00 | Argelia    | 1:2 (0:0) | Zimbabue         | Estadio Olímpico de Sousse, Sousse |                          |
|                             | Achiou 73' |           | Lupahla 65', 71' | Árbitro(s): Eddy Maillet           | Árbitro(s): Eddy Maillet |

| 3 de febrero de 2004, 14:00 | Camerún | 0:0 | Egipto | Estadio Mustapha Ben Jannet, Monastir |  |
|                             |         |     |        | Árbitro(s): Ali Bujsaim               |  |

#### Grupo D
| Pos. | Equipo    | Pts. | PJ | G | E | P | GF | GC | Dif. | Clasificación    |
| ---- | --------- | ---- | -- | - | - | - | -- | -- | ---- | ---------------- |
| 1    | Marruecos | 7    | 3  | 2 | 1 | 0 | 6  | 1  | +5   | Cuartos de final |
| 2    | Nigeria   | 6    | 3  | 2 | 0 | 1 | 6  | 2  | +4   | Cuartos de final |
| 3    | Sudáfrica | 4    | 3  | 1 | 1 | 1 | 3  | 5  | −2   |                  |
| 4    | Benín     | 0    | 3  | 0 | 0 | 3 | 1  | 8  | −7   |                  |

 Fuente: 
| 27 de enero de 2004, 14:00 | Nigeria | 0:1 (0:0) | Marruecos | Estadio Mustapha Ben Jannet, Monastir |                         |
|                            |         |           | Hadji 77' | Árbitro(s): Falla Ndoye               | Árbitro(s): Falla Ndoye |

| 27 de enero de 2004, 18:00 | Sudáfrica        | 2:0 (0:0) | Benín | Estadio Taïeb El Mhiri, Sfax |                             |
|                            | Nomvete 58', 76' |           |       | Árbitro(s): Koman Coulibaly  | Árbitro(s): Koman Coulibaly |

| 31 de enero de 2004, 14:00 | Nigeria                                           | 4:0 (1:0) | Sudáfrica | Estadio Mustapha Ben Jannet, Monastir |                         |
|                            | Yobo 4' · Okocha 64' (pen.) · Odemwingie 81', 83' |           |           | Árbitro(s): Ali Bujsaim               | Árbitro(s): Ali Bujsaim |

| 31 de enero de 2004, 18:00 | Marruecos                                                  | 4:0 (1:0) | Benín | Estadio Taïeb El Mhiri, Sfax |                          |
|                            | Chamakh 17' · Mokhtari 73' · Ouaddou 75' · El Karkouri 80' |           |       | Árbitro(s): Eddy Maillet     | Árbitro(s): Eddy Maillet |

| 4 de febrero de 2004, 18:00 | Marruecos        | 1:1 (1:1) | Sudáfrica | Estadio Olímpico de Sousse, Sousse |                           |
|                             | Safri 38' (pen.) |           | Mayo 29'  | Árbitro(s): Hichem Guirat          | Árbitro(s): Hichem Guirat |

| 4 de febrero de 2004, 18:00 | Nigeria               | 2:1 (1:0) | Benín         | Estadio Taïeb El Mhiri, Sfax   |                                |
|                             | Lawal 35' · Utaka 76' |           | Latoundji 90' | Árbitro(s): Essam Abd El Fatah | Árbitro(s): Essam Abd El Fatah |

### Segunda fase
|  | Cuartos de final       | Cuartos de final      |                      |       | Semifinales  | Semifinales  |  |  | Final                   | Final |
|  |                        |                       |                      |       |              |              |  |  |                         |       |
|  | Radès, 7 de febrero    |                       |                      |       |              |              |  |  |                         |       |
|  |                        |                       |                      |       |              |              |  |  |                         |       |
|  | Túnez                  | 1                     |                      |       |              |              |  |  |                         |       |
|  | Túnez                  | 1                     | Radès, 11 de febrero |       |              |              |  |  |                         |       |
|  | Senegal                | 0                     |                      |       |              |              |  |  |                         |       |
|  | Senegal                | 0                     | Túnez                | 1 (5) |              |              |  |  |                         |       |
|  | Monastir, 8 de febrero |                       | Túnez                | 1 (5) |              |              |  |  |                         |       |
|  |                        | Nigeria               | 1 (3)                |       |              |              |  |  |                         |       |
|  | Camerún                | Nigeria               | 1 (3)                | 1     |              |              |  |  |                         |       |
|  | Camerún                |                       | Radès, 14 de febrero | 1     |              |              |  |  |                         |       |
|  | Nigeria                | 2                     |                      |       |              |              |  |  |                         |       |
|  | Nigeria                | 2                     | Túnez                | 2     |              |              |  |  |                         |       |
|  | Sfax, 8 de febrero     |                       | Túnez                | 2     |              |              |  |  |                         |       |
|  |                        | Marruecos             | 1                    |       |              |              |  |  |                         |       |
|  | Marruecos              | Marruecos             | 1                    | 3     |              |              |  |  |                         |       |
|  | Marruecos              | Sousse, 11 de febrero |                      | 3     |              |              |  |  |                         |       |
|  | Argelia                | 1                     |                      |       |              |              |  |  |                         |       |
|  | Argelia                | 1                     | Marruecos            | 4     | Tercer lugar | Tercer lugar |  |  |                         |       |
|  | Túnez, 7 de febrero    |                       | Marruecos            | 4     |              |              |  |  |                         |       |
|  |                        | Malí                  | 0                    |       |              |              |  |  |                         |       |
|  | Malí                   | Malí                  | 0                    | 2     | Nigeria      | 2            |  |  |                         |       |
|  | Malí                   |                       |                      | 2     | Nigeria      | 2            |  |  |                         |       |
|  | Guinea                 | 1                     |                      | Malí  | 1            |              |  |  |                         |       |
|  | Guinea                 | 1                     |                      |       | 1            |              |  |  |                         |       |
|  |                        |                       |                      |       |              |              |  |  | Monastir, 13 de febrero |       |
|  |                        |                       |                      |       |              |              |  |  |                         |       |

#### Cuartos de final
| 7 de febrero de 2004, 14:00 | Malí                     | 2:1 (1:1) | Guinea        | Estadio Olímpico El Menzah, Túnez |                                  |
|                             | Kanoute 45' · Diarra 90' |           | Feindouno 15' | Árbitro(s): Essam Abdel El Fatah  | Árbitro(s): Essam Abdel El Fatah |

| 7 de febrero de 2004, 17:00 | Túnez     | 1:0 (0:0) | Senegal | Estadio 7 Noviembre, Radès      |                                 |
|                             | Mnari 65' |           |         | Árbitro(s): Mohamed Ali Bujsain | Árbitro(s): Mohamed Ali Bujsain |

| 8 de febrero de 2004, 14:00 | Camerún   | 1:2 (1:1) | Nigeria                | Estadio Mustapha Ben Jannet, Monastir |                             |
|                             | Eto'o 42' |           | Okocha 45' · Utaka 73' | Árbitro(s): Mohamed Guezzar           | Árbitro(s): Mohamed Guezzar |

| 8 de febrero de 2004, 17:00 | Marruecos                              | 3:1 (1:1, 0:0) (t. s.)(2:0 t. s.) | Argelia     | Estadio Taïeb El Mhiri, Sfax     |                                  |
|                             | Chamackh 90' · Hadji 113' · Zairi 120' |                                   | Cherrad 84' | Árbitro(s): Abdul Hakim Shelmani | Árbitro(s): Abdul Hakim Shelmani |

#### Semifinales
| 11 de febrero de 2004, 16:00 | Túnez                                           | 1:1 (1:1, 0:0) (t. s.)(5:3 p.) | Nigeria                           | Estadio 7 Noviembre, Radès |                          |
|                              | Badra 82'                                       |                                | Okocha 67'                        | Árbitro(s): Coffi Codjia   | Árbitro(s): Coffi Codjia |
|                              |                                                 | Tiros desde el punto penal     |                                   |                            |                          |
|                              | Badra · Santos · Mhedhebi · Ben Achour · Haggui |                                | Utaka · Odemwingie · Yobo · Udeze |                            |                          |

| 11 de febrero de 2004, 19:00 | Marruecos                                  | 4:0 (1:0) | Malí | Estadio Olímpico de Sousse, Sousse |                             |
|                              | Mokhtari 14', 58' · Hadji 80' · Baha 90+1' |           |      | Árbitro(s): Abubakar Sharaf        | Árbitro(s): Abubakar Sharaf |

#### Tercer lugar
| 13 de febrero de 2004, 20:00 | Nigeria                     | 2:1 (1:0) | Malí       | Estadio Mustapha Ben Jannet, Monastir |                        |
|                              | Okocha 16' · Odemwingie 52' |           | Abouta 70' | Árbitro(s): Modou Sowe                | Árbitro(s): Modou Sowe |

#### Final
| 14 de febrero de 2004, 20:00 | Túnez                  | 2:1 (1:1) | Marruecos    | Estadio 7 Noviembre, Radès |                         |
|                              | Santos 5' · Jaziri 52' |           | Mokhtari 38' | Árbitro(s): Ndoye Falla    | Árbitro(s): Ndoye Falla |

|                           |
| Bandera de Túnez          |
| Campeón Túnez 1.er título |

## Estadísticas

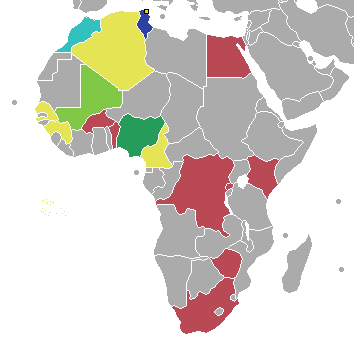
Países participantes según la fase alcanzada en el torneo.
Ganador
Subcampeón
Tercer lugar
Cuarto lugar
Cuartos de final
Fase de grupos

| Ganador Subcampeón Tercer lugar | Cuarto lugar Cuartos de final Fase de grupos |

### Posiciones Finales
| Equipo | Equipo          | Pts | PJ | PG | PE | PP | GF | GC | Dif | Rend  |
| ------ | --------------- | --- | -- | -- | -- | -- | -- | -- | --- | ----- |
| 1      | Túnez           | 16  | 6  | 5  | 1  | 0  | 10 | 4  | +6  | 88,9% |
| 2      | Marruecos       | 13  | 6  | 4  | 1  | 1  | 14 | 4  | +10 | 72,2% |
| 3      | Nigeria         | 12  | 6  | 4  | 0  | 2  | 11 | 5  | +6  | 66,7% |
| 4      | Malí            | 10  | 6  | 3  | 1  | 2  | 10 | 10 | 0   | 55,6% |
| 5      | Senegal         | 5   | 4  | 1  | 2  | 1  | 4  | 2  | +2  | 41,7% |
| 6      | Camerún         | 5   | 4  | 1  | 2  | 1  | 7  | 6  | +1  | 41,7% |
| 7      | Guinea          | 5   | 4  | 1  | 2  | 1  | 5  | 5  | 0   | 41,7% |
| 8      | Argelia         | 4   | 4  | 1  | 1  | 2  | 5  | 7  | -2  | 33,3% |
| 9      | Ruanda          | 4   | 3  | 1  | 1  | 1  | 3  | 3  | 0   | 44,4% |
| 10     | Egipto          | 4   | 3  | 1  | 1  | 1  | 3  | 3  | 0   | 44,4% |
| 11     | Sudáfrica       | 4   | 3  | 1  | 1  | 1  | 3  | 5  | -2  | 44,4% |
| 12     | Zimbabue        | 3   | 3  | 1  | 0  | 2  | 6  | 8  | -2  | 33,3% |
| 13     | Kenia           | 3   | 3  | 1  | 0  | 2  | 4  | 6  | -2  | 33,3% |
| 14     | Burkina Faso    | 1   | 3  | 0  | 1  | 2  | 1  | 6  | -5  | 11,1% |
| 15     | R. D. del Congo | 0   | 3  | 0  | 0  | 3  | 1  | 6  | -5  | 0,0%  |
| 16     | Benín           | 0   | 3  | 0  | 0  | 3  | 1  | 8  | -7  | 0,0%  |

### Goleadores
4 goles
- Patrick M'Boma
- Frédéric Kanouté
- Jay-Jay Okocha
- Francileudo Santos

3 goles
- Titi Camara
- Youssouf Hadji
- Youssef Mokhtari
- Peter Odemwingie
- Peter Ndlovu

2 goles
- Hocine Achiou
- Modeste M'Bami
- Mahamadou Diarra
- Marouane Chamakh
- John Utaka
- Mamadou Niang
- Siyabonga Nomvete
- Ziad Jaziri
- Pascal Feindouno

1 gol
- Abdelmalek Cherrad
- Maamar Mamouni
- Brahim Zafour
- Moussa Latoundji
- Dieudonné Minoungou
- Samuel Eto'o
- Alain Masudi
- Tamer Abdel Hamid
- Mohamed Barakat
- Ahmed Belal
- John Baraza
- Emmanuel Ake
- Titus Mulama
- Dennis Oliech
- Sedonoude Abouta
- Soumaïla Coulibaly
- Mohamed Sissoko
- Dramane Traoré
- Nabil Baha
- Talal El Karkouri
- Abdeslam Ouaddou
- Youssef Safri
- Jawad Zairi
- Garba Lawal
- Joseph Yobo
- João Elias
- Karim Kamanzi
- Saïd Makasi
- Habib Beye
- Papa Bouba Diop
- Patrick Mayo
- Khaled Badra
- Selim Ben Achour
- Najeh Braham
- Jawhar Mnari
- Joel Lupahla
- Adam Ndlovu
- Esrom Nyandoro

Autogol
- Anicet Adjamossi (ante Marruecos)

- Fuente:[7][8]

### Premios
| Mejor Jugador                |
| ---------------------------- |
| Jay-Jay Okocha               |
| Goleador                     |
| Francileudo Santos (4 goles) |

### Equipo Ideal
| Guardameta      | Defensas                                                     | Centrocampistas                                      | Delanteros                          |
| --------------- | ------------------------------------------------------------ | ---------------------------------------------------- | ----------------------------------- |
| Vincent Enyeama | Walid Regragui Khaled Badra Abdeslam Ouaddou Timothée Atouba | Karim Ziani Riadh Bouazizi Jay-Jay Okocha John Utaka | Frédéric Kanouté Francileudo Santos |
| Source:         |                                                              |                                                      |                                     |